# Srobotnik ob Kolpi
Srobotnik ob Kolpi je naselje v Občini Kostel.